# Minhaj-ul-Quran
Minhaj-ul-Quran (Koranens vej) er en international muslimsk organisation, der blev grundlagt i 1980 i Pakistan af Muhammad Tahir-ul-Qadri.
Organisationen arbejder ifølge egne oplysninger for at fremme "uddannelse og viden, velfærd, grundlæggende menneskerettighedsforståelse og tolerance overfor forskelligheder". Sufismen (den islamiske mystik og spiritualitet) fylder en del i Minhaj ul Qurans teologiske udgangspunkt.
På længere sigt arbejder organisationen for etablering af en islamisk stat, og dens grundlægger har udtrykt støtte til Taleban og er tilhænger af dødsstraf for forhånelse af Muhammed.

## Teologisk tradition
Minhaj tilhører barelvi-fløjen i det skel mellem barelvi og deobandi, der er et vigtigt element i forståelsen af indisk/pakistansk islam. Minhaj lægger vægt på det følelsesmæssige og inderlige og indskriver sig dermed i en sufitradition modsat den intellektuelle tilgang, som er karakteristisk for deobandierne.

## Historie i Danmark
Organisationens afdeling i Danmark blev grundlagt i 1987.
Minhaj ul Quran er tilsluttet den danske muslimske paraplyorganisation Dansk Muslimsk Union. Fire ud af de 16 danske moskeer i det pakistanske muslimske miljø er ifølge rapporten Moskeer i Danmark II fra 2017 tilknyttet Minhaj ul Quran. De fire moskeer ligger i organisationens hovedkvarter i Valby og desuden på Amager, i Københavns nordvestkvarter og i Odense. Minhajs moskeer har alle imamer med en officiel uddannelsesbaggrund fra organisationens eget universitet i Lahore i Pakistan. Hovedkvarteret i Danmark har desuden etableret egne undervisningstilbud for unge danske muslimer i et formaliseret samarbejde med det pakistanske universitet, så undervisningen i København kan munde ud i formelle eksamensbeviser. Det er tanken, at denne uddannelse for imamer på sigt skal afløse imamer på visum.
Minhaj har status som godkendt trossamfund og kan dermed udføre borgerligt gyldige vielser, og den har siden 1991 haft tilknyttet en begravelsesforening. Minhajs moskeer er præget af et relativt aktivt kvindemiljø, og den har en ungdomsafdeling, som i 1990'erne var meget aktiv i offentligheden.
I 2001 blev organisationen kendt i den bredere offentlighed, fordi flere af dens medlemmer også engagerede sig politisk i Radikale Venstre, bl.a. Mona Kanwal Sheikh, Babar Baig og Tanwir Ahmed; dette medførte, at andre radikale partimedlemmer (Jette Plesner Dali, Manu Sareen og Helle Merete Brix) forsøgte at få Minhaj-ul-Quran forbudt, ligesom organisationens medlemmer skulle ekskluderes af Radikale Venstre.
Dagbladet BT skrev i 2004, at Minhaj ul Quran arrangerer genopdragelsesrejser, hvor dansk-pakistanske børn bliver sendt på koranskoler i Pakistan.

## Generationskonflikt og dannelsen af "Muslimer i Dialog"
I efteråret 2003 forlod over 100 danske medlemmer af Minhajs ungdomsgruppe, heriblandt flere tidligere medlemmer, organisationen. Det skete efter stigende utilfredshed over længere tid hos de unge med topstyring i organisationen, hvor den yngre generation ønskede, at man tilpassede sig danske normer for organisationsarbejde og organisationskultur. Der var også stigende utilfredshed blandt de unge med, at møder og arrangementer blev afholdt på urdu i stedet for på dansk eller engelsk. De i første omgang 135 eks-medlemmer ønskede at fortsætte deres arbejde udenfor organisationen for en demokratisk funderet islam. Et par måneder senere stiftede en stor del af de unge en ny forening med navnet Muslimer i Dialog, hvis formål var at arbejde for bedre integration af muslimer i det danske samfund og samtidig forbedre dialogen både mellem muslimer med forskellig etnisk baggrund og mellem de unge og førstegenerationsindvandrerne, der havde et andet udgangspunkt. Bl.a. Zubair Butt Hussain har været formand for foreningen.